# Bielorrussos
Os bielorrussos são um grupo étnico eslavo, que forma a população majoritária da Bielorrússia, existindo também minorias nos vizinhos Polônia, Rússia, Lituânia e Ucrânia. Um número considerável emigrou para os Estados Unidos, Canadá, Brasil e Austrália.
O prefixo bela (ou bielo) pode ser traduzido como branco, sendo às vezes esse povo chamado de russos-brancos, mas não confundir com o grupo político dos russos brancos opositores dos bolcheviques (russos vermelhos) durante a guerra civil da Rússia. O uso da forma russos-brancos é considerada ofensiva e enganosa por muitos bielorrussos por incorretamente sugerir que os bielorrussos sejam um subgrupo dos russos.
O povo bielorrusso traça sua cultura distinta até o Grão-Ducado da Lituânia e até mesmo a antes dele. Na maior parte da história eles foram conhecidos como litvins (lituanianos), por referência ao Grão-Ducado da Lituânia (Litva, Vialikaja Litva) do qual as terras dos rutenos brancos fizeram parte desde o século XII.
Após a Revolução Russa os bielorrussos formaram seu próprio estado (República Nacional Bielorrussa sob ocupação alemã, e como República Socialista Soviética Bielorrussa desde 1919, incluída na União Soviética em 1922). Em 1991 a Bielorrússia conquistou independência plena após os líderes da Bielorrússia, Ucrânia e Rússia declararem a dissolução da União Soviética. Por causa dos laços políticos contudo, a economia bielorrussa ainda permanece amplamente dependente da Rússia.